# Svartmaskad vråk
Svartmaskad vråk (Leucopternis melanops) är en fågel i familjen hökar inom ordningen hökfåglar.

## Utseende och läte
Svartmaskad vråk är en satt och rätt liten svartvit vråk. Ytligt sett är den mycket lik vitvråken, men är mycket mindre med orange, ej blågrå, vaxhud vid näbben. Karakteristiskt är också en tydlig svart ansiktsmask som gett arten sitt namn. Den är också lik närbesläktade arten vitbrynad vråk, men har mindre svart streckning på huvud och hals, liksom vita fläckar på ryggen. Lätet är en ljus och genomträngande fallande vissling.

## Utbredning och systematik
Fågeln förekommer i Sydamerika från sydöstra Colombia till södra Venezuela, nordöstra Ecuador och norra Amazonområdet i Brasilien. Den behandlas som monotypisk, det vill säga att den inte delas in i några underarter.

### Släktskap
Genetiska studier visar att svartmaskad vråk är systerart till vitbrynad vråk (’’L. kuhli’’). Dessa har tidigare ansetts utgöra en och samma art, men har konstaterats häcka sympatriskt i Brasilien och sydöstra Peru.

## Levnadssätt
Arten hittas i fuktiga skogar där den både jagar och tar sitt plats inne bland träden. Födan består av relativt små byten som grodor och ormar. Dess häckningsbiologi är okänd.

## Status och hot
Arten har ett stort utbredningsområde, men tros minska i antal, dock inte tillräckligt kraftigt för att den ska betraktas som hotad. Internationella naturvårdsunionen IUCN listar arten som livskraftig (LC).